# Icterus spurius
Icterus spurius là một loài chim trong họ Icteridae.